# الانزاپین
الانزاپین (به انگلیسی: Olanzapine) اولانزاپین که با نام تجاری زیپرکسا فروخته می‌شود، یک داروی ضدروان‌پریشی آتیپیک است که در درجه اول برای درمان اسکیزوفرنی و اختلال دوقطبی استفاده می‌شود. در موارد ابتلا به اسکیزوفرنی، از دارو می‌توان برای درمان درازمدت و همین‌طور در دوران اولیه ظهور علائم بیماری استفاده نمود. دارو را می‌توان به صورت تزریق در عضلات و به صورت خوراکی مصرف کرد. عوارض شایع آن نیز شامل  اختلالات حرکتی، سرگیجه، خستگی مفرط، یبوست و خشکی دهان است. عوارض جانبی دیگر شامل افت فشار خون هنگام ایستادن، واکنش‌های آلرژیک، سندرم بدخیم نورولپتیک، افزایش قند خون، تشنج، بزرگ‌شدن پستان مردانه، اختلال در نعوظ و نهایتاً افزایش احتمال مرگ در افراد مسن مبتلا به زوال عقل است. استفاده از دارو در مادرانی که در ماه‌های آخر زایمانشان هستند احتمال ابتلای نوزاد به اختلالات حرکتی در هفته‌های اولیه تولدشان را بالا می‌برد.اگرچه نحوه اثر کاملاً مشخص نیست، اما دارو مهارکننده بازجذب دوپامین و سروتونین است.اولانزاپین در سال ۱۹۷۱ ثبت اختراع شد و در سال ۱۹۹۶ برای استفاده پزشکی در ایالات متحده تأیید گردید. داروی فوق به عنوان یک داروی ژنریک تجویز می‌شود.در سال ۲۰۱۷، این دارو با تجویز بیش از دو میلیون نسخه‌ای در سال، ۲۳۹مین داروی رایج در ایالات متحده بود.
مقادیر مصرفی دارو به شکل قرص: ۲٫۵، ۵، ۱۰ و ۱۵ میلی‌گرم است.

## موارد مصرف

### اسکیزوفرنی
قدم اول روان‌درمانی اسکیزوفرنی تجویز داروهای ضدروان‌پریشی است، که اولانزاپین یکی از این درمان‌هاست.چنان‌که پیداست اولانزاپین در کاهش پیدایش علائم اولیه اسکیزوفرنی، اسکیزوفرنی زودرس و علائم تشدید شونده حاد، مؤثر است. تعیین سودمندی دارو اگرچه دشوار است، دست‌کم نیمی از داوطلبان آزمایش پیش از آن که دوره شش هفته‌ای درمان تکمیل شود از آزمایش انصراف دادند.درمان با اولانزاپین، ممکن است باعث افزایش وزن و افزایش سطح کلسترول و گلوکوز شود، چنان‌که بیشتر داروهای ضد روانپریشی نسل دومی بانی بروز چنین عوارضی می‌شدند.

### اختلال دوقطبی
اولانزاپین توسط مؤسسه ملی بهداشت و مراقبت به عنوان وهله اول درمان مانیای حاد در اختلال دوقطبی توصیه گردیده است. هالوپریدول، ریسپریدون، کوئتیاپین، در زمره دیگر داروهایی هستند که به عنوان قدم اول درمان مانیا در اختلال دوقطبی کاربرد دارند. داروی فوق در کنار فلوکستین به عنوان قدم نخست درمان افسردگی حاد در اختلال دوقطبی و همین‌طور به عنوان گام دوم تداوم درمانی اختلال دو قطبی تجویز می‌شود. تحقیقی در سال ۲۰۱۴ چنین نتیجه گرفت که اولانزاپین به همراه فلوکستین در بین ۹ روش درمان، موثرترین شیوه درمانی افسردگی دوقطبی است.

## سازوکار اثر
اثر ضدروان‌پریشی الانزاپین از طریق اثرات آنتاگونیستی آن بر روی گیرنده‌های دوپامین و سروتونین اعمال می‌شود.الانزاپین همچنین موجب مهار بازجذب سروتونین و دوپامین، در انتهای پیش‌سیناپسی اعصاب دستگاه عصبی مرکزی (CNS) می‌شود.
- نکته از داروشناسی کاتزونگ: اکثر داروهای ضدروان‌پریشی گیرنده‌های دوپامینی (به خصوص گیرنده D2) را بلوک می‌نمایند. الانزاپین جزو داروهای آتیپیک جدید (شامل: ریسپریدون، کوئتیاپین، سرتیندول و الانزاپین) می‌باشد که تمایل زیادی برای گیرنده 5HT2a دارند.
- نکته دیگر: به‌طور کلی اثرات داروهای ضدروان‌پریشی بر مسیرهای مزوکورتیکال و مزولیمبیک اعمال می‌شود. همچنین اثر بر ناحیهٔ کمورسپتور محرک، سبب رفع تهوع و استفراغ می‌شود. عوارض این داروها (عوارض اکستراپیرامیدال، هیپرپرولاکتینمی) در نتیجه اثر داروها بر نواحی دیگر مغزی بروز می‌کند. ترکیب ثابت الانزاپین و فلوکستین (symbyax) برای درمان اختلال افسردگی اساسی تأیید شده‌است.

## موارد منع مصرف
- حساسیت مفرط نسبت به دارو.

## موارد احتیاط
- بیماری قلبی
- بیماری عروق مغز
- بیماران مستعد به هیپوتانسیون
- سابقهٔ تشنج
- اختلال عملکرد کبد
- افراد مسن
- سابقهٔ ایلئوس پارالیتیک
- هیپرتروفی پروستات
- گلوکوم زاویه باریک
- آمبلیوپی
- بیماران مبتلا به ضایعات قرنیه
- بیماران در معرض پنومونی ناشی از آسپیراسیون

### علایم افزایش مصرف
- علائم مصرف بیش از حد شامل تاکی کاردی، آشفتگی، دیزارتریا، کاهش هوشیاری و اغما است. مرگ پس از مصرف بیش از حد حاد ۴۵۰ میلی‌گرم گزارش شده‌است، اما همچنین بقای بعد از مصرف بیش از حد حاد ۲۰۰۰ میلی‌گرم[۲۴] هم گزارش شده‌است. به‌طور کلی تلفات با غلظت پلاسمایی اولانزاپین بیشتر ازng / ml 1000 رخ داده‌است[۲۵] هیچ آنتی دوت مشخصی برای مصرف بیش از حد الانزاپین شناخته نشده‌است، و حتی به پزشکان توصیه می‌شود برای اطلاعات در مورد درمان چنین موردی با یک مرکز کنترل سم تماس بگیرند.[۲۴] اولانزاپین در مصرف بیش از حد، توکسیک در نظر گرفته می‌شود، توکسیک‌تر از quetiapine , aripiprazole و SSRIs و نسبت به MAOIs و TCAs کمتر توکسیک است.[۲۶]

## تداخلات دارویی
- در صورت مصرف همزمان این دارو با داروهای کاهنده فشار خون، الکل و دیازپام احتمال بروز هیپوتانسیون افزایش می‌یابد.
- در صورت مصرف همزمان این دارو با کاربامازپین، امپرازول و ریفامپین، کلیرانس الانزاپین افزایش می‌یابد.
- مصرف همزمان لوودوپا و آگونیستهای دوپامین، باعث بروز اثرات آنتاگونیستی در این داروها می‌گردد.
- داروها یا عواملی که فعالیت آنزیم CYP1A2 را افزایش می‌دهند، به ویژه دود سیگار، ممکن است میزان کلیرانس اولانزاپین را به میزان قابل توجهی افزایش دهد. برعکس، داروهایی که فعالیت CYP1A2 را مهار می‌کنند (مثال: سیپروفلوکساسین، فلووکسامین) ممکن است کلیرانس اولانزاپین را کاهش دهند.[۲۷] Carbamazepine، یک القاکننده آنزیم شناخته شده، غلظت / دوز سهم اولانزاپین را در مقایسه با اولانزاپین به تنهایی ۳۳ درصد کاهش داده‌است.[۲۸] دیگر القاء کننده آنزیم، ریتونوویر، همچنین به دلیل القای آنزیم‌های CYP1A2 و 5-diphospho-glukuronosyltransferase (UGT)، میزان مواجهه بدن با الانزاپین را کاهش می‌دهد.[۲۸] پروبنسید میزان قرار گرفتن در معرض کل ( ناحیه زیر منحنی، یا AUC) و حداکثر غلظت پلاسما (C حداکثر) اولانزاپین را افزایش می‌دهد.[۲۸] اگرچه متابولیسم اولانزاپین شامل مسیر متابولیک جزئی CYP2D6 است، اما وجود مهار کننده CYP2D6 فلوکستین فاقد تأثیر بالینی در کلیرانس اولانزاپین است.

## عوارض جانبی
- در دستگاه اعصاب مرکزی: آژیتاسیون، بی خوابی، سر درد، عصبی شدن، پارکینسونیسم، سرگیجه، اضطراب، اختلالات شخصیت، هیپرتونی، ترمور، سرخوشی، دیسکینزی تاردیو
- در دستگاه قلبی عروقی: هیپوتانسیون ارتوستاتیک، تاکی کاردی، درد قفسه سینه، هیپوتانسیون، خیز
- در پوست: بثورات تاولی
- در چشم: تشدید مشکلات چشمی مانند آمبلیوپی (تنبلی چشم)، بلفاریت (التهاب پلک) و ضایعات قرنیه
- در دستگاه گوارش: یبوست، خشکی دهان، درد شکم، افزایش اشتها، افزایش بزاق، تهوع، استفراغ، تشنگی
- در دستگاه تناسلی ادراری: سندرم پیش از قاعدگی، هماچوری، متروراژی، بی‌اختیاری ادرار، عفونت دستگاه ادراری
- در سایر دستگاه‌ها: درد اندامها، سفتی گردن، تنگی نفس، سرفه، افزایش وزن،[۲۹] سندرم فلو، تمایلات خودکشی

(البته برخی از این عوارض بسیار نادر هستند و ممکن است در اغلب بیماران هیچ‌گاه رخ ندهند)

### اثرات متناقض
اولانزاپین از نظر درمانی برای معالجه بیماری روانی جدی استفاده می‌شود. گاهی، می‌تواند اثر متضاد داشته باشد و در یک زیر گروه کوچک از افراد، واکنش‌های جدی پارادوکسیکال را برانگیزد و باعث ایجاد تغییرات غیرمعمول در شخصیت، افکار یا رفتار شود. توهم و افکار بیش از حد در مورد خودکشی نیز با استفاده از اولانزاپین مرتبط بوده‌است.